# Monocerotesa
Monocerotesa là một chi bướm đêm thuộc họ Geometridae.